# Rolls-Royce RB.80 Conway
Le Rolls-Royce RB.80 Conway fut le premier turboréacteur à double flux (ou « turbofan » en anglais) au monde à entrer en service. Sa conception avait été démarrée chez Rolls-Royce Limited dans les années 1940, mais il ne fut utilisé que brièvement entre la fin des années 1950 et le début des années 1960, avant d'être vite remplacé par d'autres turboréacteurs plus modernes et performants. Il a propulsé plusieurs versions des Handley Page Victor, Vickers VC10, Boeing 707-420 et Douglas DC-8-40. Le nom « Conway » est issu du nom de la rivière Conwy, du nord du pays de Galles, suivant les habitudes du constructeur de donner des noms de cours d'eau britanniques à ses moteurs à réaction.

## Développement

### Contexte
Dans les premiers turboréacteurs, les gaz d'échappement étaient beaucoup trop chauds et rapides pour produire une poussée efficace. Prélever une partie de cette énergie « gaspillée » devait permettre d'améliorer le rendement et de réduire la consommation en carburant du moteur. Un exemple évident est le turbopropulseur, qui utilise une série d'étages de turbines additionnelles pour capter cette énergie et entraîner une hélice. Il y a toutefois une limitation de l'efficacité d'une hélice, comparée à la vitesse de progression en avant d'un aéronef. Si les turbopropulseurs sont des moteurs efficaces, ils ne le sont que si la vitesse ne dépasse pas les 800 km/h. Cela signifiait qu'il existait un vide à combler, entre la haute efficacité du turbopropulseur à basse vitesse et celle du turboréacteur à haute vitesse, et qu'aucune solution n'existait encore pour régler ce problème. Cette plage de vitesses, située entre 720 et 1 100 km/h, était justement le domaine de vol précis dans lequel évoluaient la majorité des avions de ligne commerciaux la plupart du temps.
Le concept de base du flux secondaire (désigné « bypass » en anglais) avait en fait été étudié dès les premiers jours de la conception du turboréacteur. Ainsi, Alan Arnold Griffith avait déjà proposé de nombreux concepts de moteurs à flux dérivés dès les années 1930, pendant que lui et Hayne Constant travaillaient à faire fonctionner leur réacteur à flux axial au Royal Aircraft Establishment. La société Power Jets, et son ingénieur en chef Frank Whittle, avaient également étudié plusieurs configurations avec flux secondaires. Malheureusement, la Seconde Guerre mondiale et ses besoins pressants en matériel durent reléguer la conception de ces moteurs à des activités de second ordre, et on leur préféra l'emploi de turboréacteurs basiques, moins efficaces mais bien plus faciles et rapides à mettre en service opérationnel. La fin de la guerre changea de façon significative les priorités, et en 1946 Rolls-Royce admit le fait que les moteurs existants, comme le Rolls-Royce Avon, étaient suffisamment avancés pour qu'on puisse se décider à démarrer des études sur de nouveaux concepts, comme celui du turboréacteur à double flux.
Dans ce type de moteurs, désigné « turbofan » en anglais, (mais que l'on entend parfois désigné « turbosoufflante », en français), une partie de l'air du compresseur contourne (« bypass ») la partie centrale chaude du moteur, aussi désignée « cœur » (comprenant chambres de combustion et turbines), et est directement rejetée à l'arrière du moteur, suivant un canal secondaire parallèle au flux principal. Lorsque l'air frais et à faible vitesse de ce flux secondaire rencontre celui, très chaud et rapide, du flux principal, une forte augmentation de poussée est produite, grâce à un phénomène de dilution qui améliore de manière importante le rendement du moteur. Un autre bénéfice non négligeable vient du fait que le flux de gaz chauds en provenance du cœur du réacteur est entouré par un « tube » d'air frais et évoluant à une vitesse bien moins importante, ce qui agit comme une isolation sonore et réduit de facon importante le bruit produit par le moteur. Ce paramètre est d'une importance toujours croissante dans le domaine de l'aviation civile actuelle. Rolls-Royce a désigné ce système « Bypass Turbojet », que l'on pourrait traduire par « turboréacteur à dérivation », mais le terme français qui reste presque exclusivement utilisé est « turboréacteur à double flux ».
Griffith suggéra de construire un moteur à double flux purement expérimental, en utilisant des pièces de l'Avon et celles d'un autre moteur expérimental, le Rolls-Royce AJ.25 Tweed. En avril 1947, un prototype de 22 kN fut proposé, mais dans les mois qui suivirent il fut modifié pour évoluer en un concept plus gros, produisant une poussée de 41 kN, en réponse à une demande concernant un moteur devant équiper la version Mk.2 à basse altitude du bombardier Vickers Valiant. Le feu vert pour la mise en fabrication de ce moteur plus gros fut donné en octobre, sous la désignation de RB.80.

### Premiers modèles
Pendant son développement, il fut décidé d'améliorer encore le concept original en y ajoutant une caractéristique qui allait devenir un standard quelques années plus tard : le compresseur à double corps, désigné « two-spool compressor » en anglais. Les premiers moteurs consistaient généralement en une série d'étages de compresseurs, reliés par un arbre unique à un ou plusieurs étages de turbines, avec des brûleurs insérés autour de l'arbre entre les deux parties. Bien que cet arrangement soit plutôt simple, il pose l'inconvénient de diminuer l'efficacité du compresseur. Les étages de compresseurs, de même qu'une hélice d'avion, donnent un rendement maximal à une vitesse de rotation bien spécifique directement liée à la pression qui leur est appliquée en entrée (pression atmosphérique pour le premier étage, aussi désigné zero-stage). Logiquement, le compresseur idéal voudrait que chaque étage tourne à sa propre vitesse, afin de donner le meilleur rendement possible au moteur, mais en pratique cette réalisation est impossible. Rolls-Royce appliqua cependant l'idée au mieux en usant d'un compromis, le compresseur à double corps. Utilisé pour la première fois sur le Rolls-Royce Olympus, le compresseur était séparé en deux ensembles, opérant chacun dans un régime proche de celui de son rendement maximal, et entraînés par des ensembles de turbines séparés utilisant chacun un arbre coaxial indépendant. De nos jours, des systèmes à double, voir triple corps sont devenus monnaie courante. Il est toutefois difficile d'imaginer que des concepts avec un nombre supérieur de corps puissent être produits, car leur complexité mécanique deviendrait un problème difficilement surmontable.
Le moteur produit avait donc un compresseur basse-pression à quatre étages, entraîné par une turbine à deux étages, et un compresseur haute-pression à huit étages entraîné par une autre turbine à deux étages. Désormais connu sous la désignation attribuée par le Ministry of Supply RCo.2, la conception de ce moteur fut achevée en janvier 1950, et le premier exemplaire fut lancé pour la première fois en juillet 1952 avec une poussée produite de 44 kN. En parallèle, le Pathfinder (le Vickers Valiant à basse altitude) avait été abandonné, et ce premier exemplaire produit fut également destiné à être le dernier. Toutefois, ces travaux prouvèrent que le moteur semblait efficace et « avait parfaitement fonctionné au cours de ses 133 heures de vie opérationnelle ».
Les travaux sur le RCo.2 furent toutefois rapidement remis sur les rails, lorsqu'en octobre 1952 la Royal Air Force attribua à Rolls-Royce un contrat concernant la propulsion du Vickers V-1000, un gros avion de transport stratégique à réacteurs qui devait permettre à la force de bombardiers V bombers d'être soutenus sur le champ de bataille via un approvisionnement par voie aérienne. Vickers envisageait également de développer une version avec passagers de cet appareil de base, qui aurait été désignée VC-7. Le V-1000 ressemblait à un de Havilland Comet plus gros, mais il avait pris sur le Valiant sa disposition de voilure et y ajouta une flèche à angles multiples (la mode du moment, dans les conceptions britanniques). Il employait aussi la disposition à moteurs intégrés dans les ailes du Comet, ce qui nécessitait le choix de moteurs à section transversale réduite et limitait alors aussi leur taux de dilution maximal théorique. De plus, de par sa masse à vide de 100 tonnes, l'avion nécessitait des moteurs d'une puissance plus élevée, et Rolls répondit à cette demande en mettant au point le RCo.5, plus gros et plus puissant.
Ce nouveau moteur était similaire au RCo.2 sur la plupart des points, les différences ne portant que sur des détails. Le compresseur basse-pression disposait désormais de six étages, et celui à haute-pression neuf, entraînés respectivement par deux étages de turbines. Le premier RCo.5 fut lancé en juillet 1953 et passa les tests de certification de puissance en août 1955, développant une poussée de 58 kN. En parallèle, en cet été 1955, la construction du prototype du V-1000 était bien loin d'être terminée dans les ateliers de Vickers Armstrong à Wisley, et le projet fut annulé. Ayant en tête l'idée secondaire de baser les V bombers à l'extérieur du Royaume-Uni, le gouvernement commença à douter de l'intérêt d'utiliser le V-1000, et la solution de facilité fut d'abandonner purement et simplement le projet.

### Versions de production

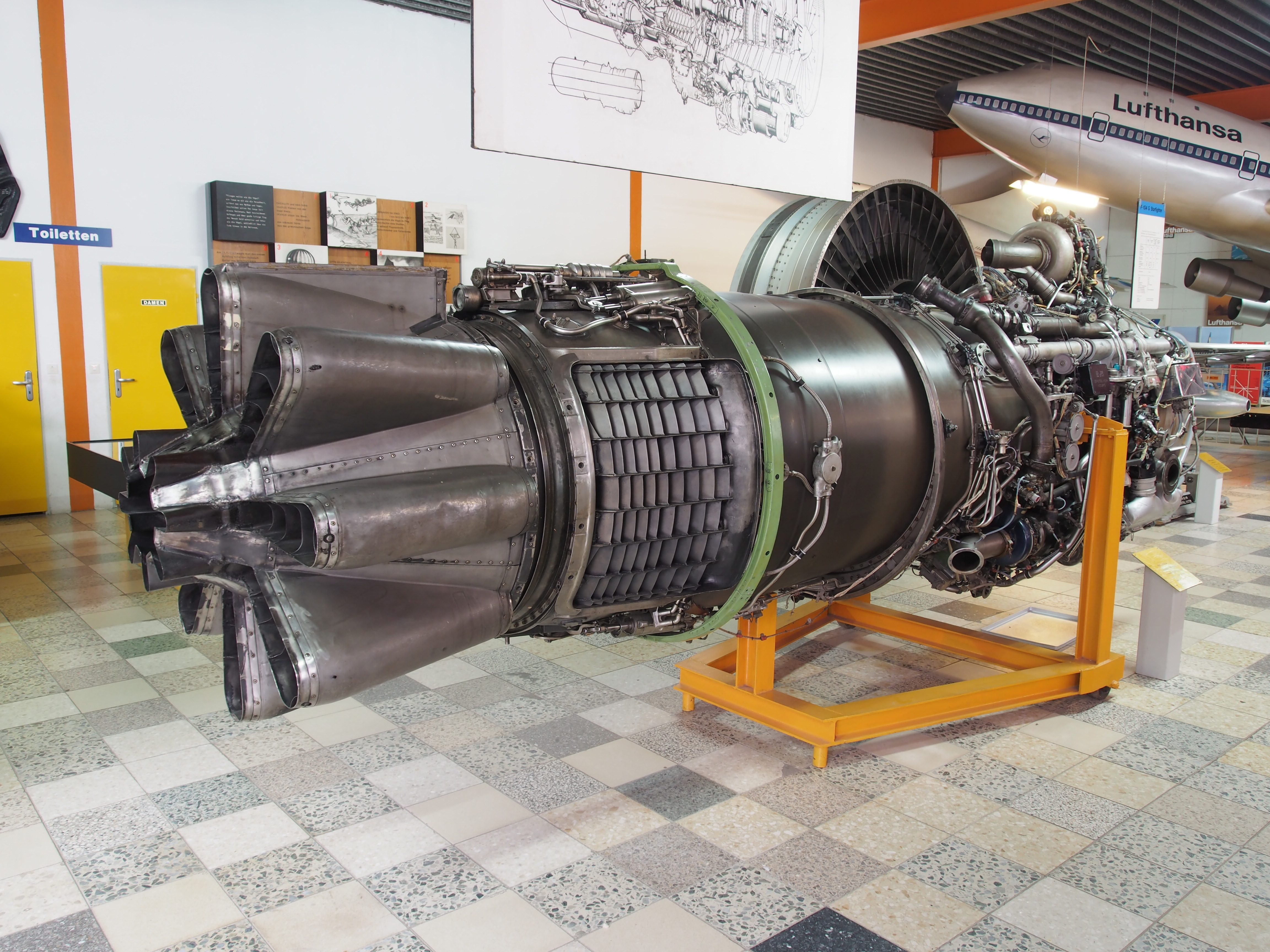
Le Rolls-Royce Conway RCo.12 d'un Boeing 707-420. Notez la forme particulière de l'échappement, visant à réduire le volume sonore généré par le moteur en fonctionnement.

Le Conway fut une nouvelle fois sauvé de l'abandon, lorsque se présenta l'opportunité de motoriser la version B.2 du bombardier Handley Page Victor, le nouveau moteur devant remplacer le Sapphire des anciennes versions. Pour ce contrat, Rolls-Royce conçut un moteur encore plus gros, le RCo.8, qui produisait une poussée de 64 kN et fut lancé pour la première fois en janvier 1956. Toutefois, le RCo.8 fut vite mis de côté, après que Rolls-Royce reçut une demande de la compagnie Trans-Canada Airlines (TCA) pour explorer l'idée d'installer des Conway sur les Boeing 707 et Douglas DC-8, une idée qui avait d'ailleurs intéressé les deux constructeurs de ces avions. Rolls-Royce répondit à nouveau en proposant une version encore plus puissante de son moteur, le RCo.10 de 73 kN de poussée, qui fut immédiatement suivi par sa déclinaison militaire de même puissance RCo.11 pour le Victor. Le nouveau moteur différait du RCo.8 en ce qu'il possédait un nouvel « étage-zéro » (le premier étage du moteur, visible de l'extérieur) en avant du compresseur basse-pression, ce qui augmentait encore le flux d'air froid autour du cœur du moteur. Le RCo.10 vola pour la première fois dans un Avro Vulcan le 9 août 1957, suivi par le RCo.11 dans un Victor le 20 février 1959.
La société Boeing avait calculé que le Conway, même s'il disposait d'un bypass limité à cause du montage « dans les ailes » des moteurs, augmenterait la distance franchissable du 707-420 de 8 %, comparé au 707-320, identique mais propulsé par des turboréacteurs à simple flux Pratt & Whitney JT4A (J75). En mai 1956, la compagnie TCA commanda des DC-8 à moteurs Conway, suivie par des commandes provenant d'Alitalia et de Canadian Pacific Airlines, tandis-que le « 707 Conway » fut commandé par les compagnies BOAC, Lufthansa, Varig et Air India. Le développement du RCo.10 se passa si bien qu'après avoir livré une petite quantité de moteurs pour les tests, les livraisons ultérieures furent effectuées en passant sur le RCo.12 de 76,3 kN de poussée, qui fut conçu, produit et testé avant que les fuselages des avions eurent été achevés. Ces modèles disposaient également d'un échappement cruciforme, afin de diminuer le bruit produit par le moteur, et d'inverseurs de poussée pouvant fournir jusqu'à 50 % de poussée vers l'avant.
Bien qu'il ait été très efficace dans son rôle, seulement 69 exemplaires de 707 et DC-8 furent construits avec le Conway, principalement en raison de l'apparition sur le marché des premiers turboréacteurs de fabrication américaine, en particulier le Pratt & Whitney JT3D. Il n'en demeure pas moins que le Conway était très efficace dans son domaine, et qu'il fut le premier moteur aéronautique à recevoir l'autorisation d'être utilisé avec des intervalles entre révisions s'étalant jusqu'à 10 000 heures.
Rolls-Royce continua à travailler sur le Conway et créa la version RCo.15. Elle était similaire au RCo.12, mais disposait d'un étage-zéro plus grand, ainsi qu'un carénage correspondant agrandi lui-aussi. Cela réduisait sa consommation de carburant de 3 %, tout-en augmentant sa poussée vers une valeur de 82 kN. La conception générale de ces deux versions était toutefois presque identique, à tel point que les RCo.12 pouvaient facilement être reconstruits en RCo.15 pendant les phases de maintenance prolongées.

### Versions finales
Le dernier développement du Conway fut le RCo.42, conçu spécifiquement pour le Vickers VC10. Comme, à ce moment-là, le besoin de moteurs intégrés aux ailes avait été abandonné depuis déjà longtemps, Rolls-Royce augmenta de manière considérable la taille de ses soufflantes, ce qui augmenta la dérivation de flux de seulement 25 % aux débuts, vers 60 % à la fin de production de ces moteurs. Cette modification vit la poussée atteindre une valeur de 90,1 kN. Démarré pour la première fois en mars 1961, ce moteur devint le Conway le plus fructueux, équipant toute la flotte de VC-10 en service, les derniers recevant une version légèrement évoluée RCo.43.

## Caractéristiques
Le RCo.12 Conway était un turboréacteur à double flux axial avec un faible taux de dilution, d'environ 25 %. Il avait un compresseur basse pression à 7 étages, les six premiers étant en aluminium et le septième en titane. Derrière était présent le compresseur haute-pression à 9 étages, avec les 7 premiers en titane et les deux derniers en acier. Le carénage du flux secondaire était aussi fait en titane. La chambre de combustion consistait en 10 tubes à flamme (« flame cans »), insérés à l'intérieur d'un volume annulaire commun, désigné « cannular combustor ». Les étages de compresseur HP étaient entraînés par une turbine à un seul étage utilisant des ailettes creuses ventilées par de l'air frais sous pression venant du compresseur. Cette turbine était suivie par une autre à deux étages, qui entraînait le compresseur BP et la soufflante. Les accessoires étaient disposés autour de l'avant du moteur, afin de limiter l'augmentation du diamètre de l'ensemble.
Le moteur produisait une poussée au décollage de 76,3 kN et avait une consommation spécifique de carburant de 0,712 au décollage, et 0,87 en régime de croisière.
En 1968 une soufflante dotée de pales Hyfil, en fibres de carbone, fut mise en service sur les Conway des VC-10 utilisés par la compagnie BOAC.

## Versions
- RCo.2 : Un seul exemplaire produit. Ce moteur devait équiper le futur Pathfinder, un Vickers Valiant volant à basse-altitude qui fut annulé peu de temps après. Il produisait une poussée de 44 kN ;
- RCo.5 : Moteur plus gros et plus puissant, il aurait dû équiper un autre avion dont le projet fut annulé, le Vickers V-1000. Il développait 54 kN de poussée ;
- RCo.8 : Ce moteur devait propulser la version B.2 du bombardier Handley Page Victor, en remplaçant le Sapphire des anciennes versions. Il fut toutefois délaissé au profit du RCo.10. Il produisait une poussée de 64 kN ;
- RCo.10 : Ce moteur fut créé à la suite d'une demande de la compagnie Trans-Canada Airlines (TCA) pour explorer l'idée d'installer des Conway sur les avions de ligne Boeing 707 et Douglas DC-8. D'une poussée de 73 kN, il remplaça le RCo.8 sur les planches à dessin pendant sa conception ;
- RCo.11 : Le RCo.11 est un RCo.10 pour le bombardier Victor, produisant la même poussée ;
- RCo.12 : Ce moteur fut conçu, produit et testé avant que les fuselages des avions devant recevoir le RCo.10 aient été achevés. Il remplaça donc rapidement le RCo.10 après les premières livraisons. Ces réacteurs disposaient d'un échappement cruciforme, afin de diminuer le bruit produit par le moteur, et d'inverseurs de poussée pouvant fournir jusqu'à 50 % de poussée vers l'avant. Ils produisaient 76,3 kN de poussée ;
- RCo.15 : RCo.12 agrandi, disposant d'une soufflante et d'un carénage externe de plus grand diamètre. La consommation de carburant fut diminuée de 3 % et la poussée produite passa à 82 kN. Presque identiques, les RCo.12 pouvaient facilement être convertis en RCo.15 lors des opérations de maintenance programmée ;
- RCo.42 : Version conçue spécifiquement pour le Vickers VC10. La soufflante vit son diamètre augmenté de manière importante, le flux secondaire passant de 25 à 60 % du flux total du moteur. La poussée passa à 90,1 kN ;
- RCo.42/1
- RCo.43 : Version légèrement évoluée du RCo.42.

## Applications
- Boeing 707-420
- Douglas DC-8-40
- Handley Page Victor B.2
- Vickers VC10

## Exemplaires exposés
Des moteurs préservés sont en exposition dans les lieux suivants :
- Musée de la Royal Air Force de Cosford (ancienne base de la RAF) ;
- Un Conway en coupe est visible au National Museum of Flight d'East Fortune, en Écosse ;
- Un autre Conway en coupe est visible au Brooklands Museum, à Weybridge ;
- Un Conway se situe également dans l'espace de stockage du Canada Aviation and Space Museum ;
- Un autre Conway peut être vu au Farnborough Air Science Trust Museum, à Farnborough.

### Articles
- (en) « Vue en coupe du Conway RCo.12 Mk.508, moteur standard du Boeing 707-420 », Flight magazine, Flight Global/Archives, vol. 77, no 2653,‎ 15 janvier 1960, p. 78 et 79 (lire en ligne [PDF]).
- (en) « Rolls-Royce Conway By-pass Turbo Jets », Flight magazine, Flight Global/Archives, vol. 76, no 2648,‎ 11 décembre 1959, p. 10 (lire en ligne [PDF]).